# Kokoda
Kokoda – miasto w Papui-Nowej Gwinei, w Prowincji Oro. Liczba mieszkańców: 7447 (2013).